# Lohaghat
Lohaghat è una suddivisione dell'India, classificata come nagar panchayat, di 5.828 abitanti, situata nel distretto di Champawat, nello stato federato dell'Uttarakhand. In base al numero di abitanti la città rientra nella classe V (da 5.000 a 9.999 persone).

## Geografia fisica
La città è situata a 29° 25' 0 N e 80° 5' 60 E e ha un'altitudine di 1.753 m s.l.m..

## Società

### Evoluzione demografica
Al censimento del 2001 la popolazione di Lohaghat assommava a 5.828 persone, delle quali 3.242 maschi e 2.586 femmine. I bambini di età inferiore o uguale ai sei anni assommavano a 817, dei quali 489 maschi e 328 femmine. Infine, coloro che erano in grado di saper almeno leggere e scrivere erano 4.494, dei quali 2.565 maschi e 1.929 femmine.